# Lindy Hop
Lindy Hop ist ein Tanzstil aus den 1930er Jahren in den USA, der als Vorläufer der Tänze Jive, Boogie-Woogie und des akrobatischen Rock ’n’ Roll gilt. Er gilt als der ursprüngliche Swing-Tanz.

## Geschichte des Stils
Die Wurzeln des Lindy Hop liegen im Charleston, Break-Away und Stepptanz, aber auch anderen Jazz-, traditionellen westafrikanischen, und auch europäischen Tänzen. Als Gesellschaftstanz wird er vor allem zu zweit getanzt, wobei der Spaß an der Harmonie, dem Austausch von Bewegungsideen während des Tanzes und an der Musikinterpretation im Vordergrund steht.
Der Tanz entstand Ende der 1920er-Jahre in den großen Ballsälen New Yorks zur Musik der Big Bands, die die Jazzmusik zur orchestralen Swing-Musik weiterentwickelten. Eine besondere Bedeutung kommt dem damals größten Ballsaal, dem Savoy Ballroom in Harlem zu. Er war für alle Bevölkerungsschichten und Hautfarben offen, ein Schmelztiegel verschiedenster Tanzkulturen, in dem sich der Lindy Hop zu einer besonderen Attraktion entwickelte. Er zog Prominenz und High Society ins Savoy, was ihm über Harlem hinaus Beachtung verschaffte.

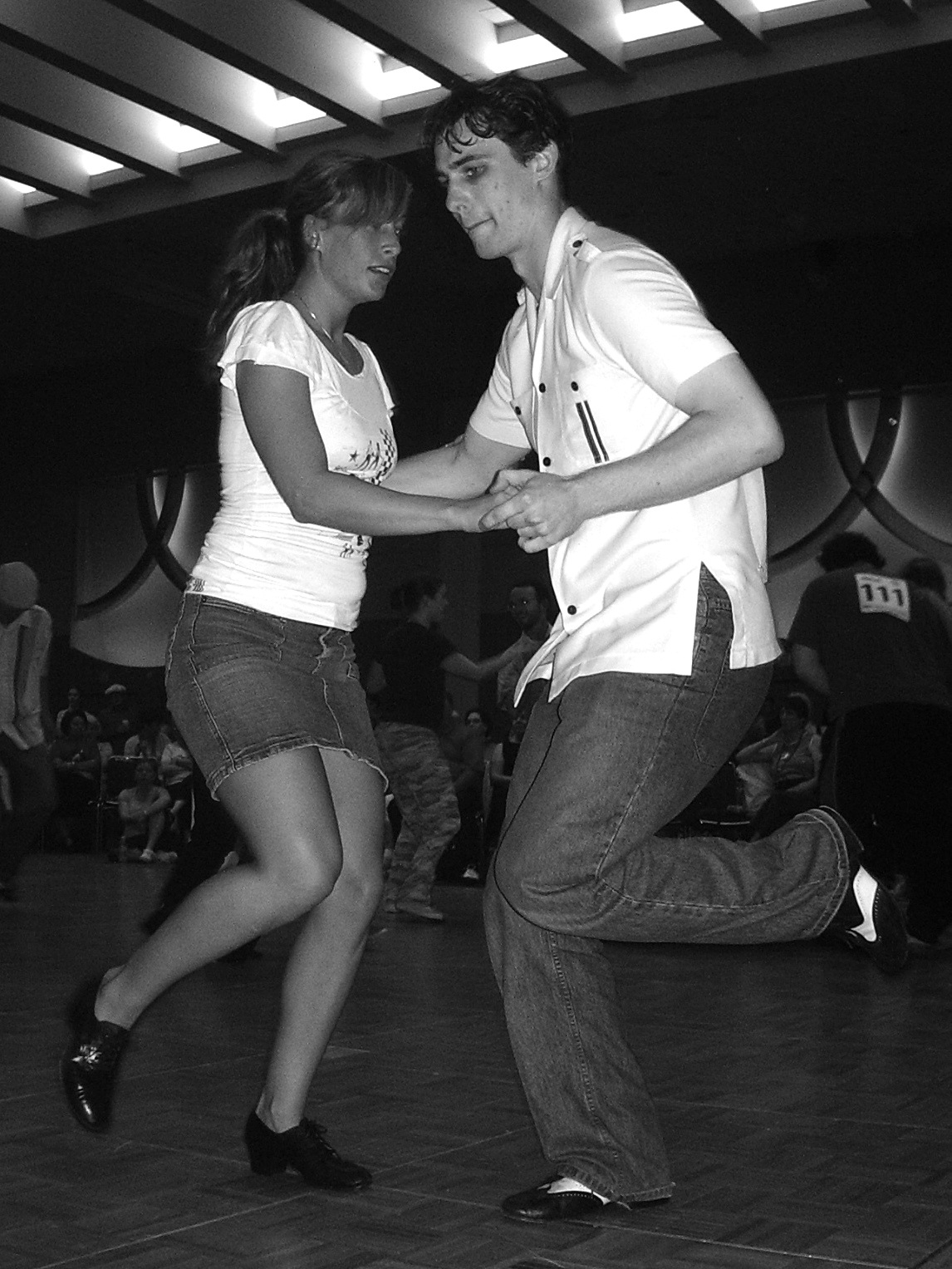
Lindy Hop tanzendes Paar beim Sacramento Jazz Jubilee, USA (2006)

Bekannt wurde der Tanz unter anderem durch Tanz-Formationen wie die Whitey’s Lindy Hoppers, die den Tanz-Stil in den 1930er- und 1940er-Jahren auf Bühnen und Kino-Leinwände brachten. Frankie Manning war lange Zeit tänzerischer Kopf dieser Truppe. Er entwickelte unter anderem die ersten „Aerials“ (mit der Musik synchronisierte, nahtlos in den Tanz eingestreute Paar-Akrobatiken und Hebefiguren). Ein Beispiel einer Inszenierung enthält der Film In der Hölle ist der Teufel los! (Hellzapoppin’ ) von 1941, in dem die Whitey’s Lindy Hoppers als „Harlem Congeroo Dancers“ in den Credits genannt werden. Ebenfalls in diesem Film ist Dean Collins, der als Schlüsselfigur gilt für den sogenannten Hollywood-style Lindy Hop, die Adaption des Lindy Hop an den Geschmack des weißer geprägten Hollywood.

## Revival
Seit Anfang der 1980er Jahre gewinnt Lindy Hop auch in Europa wieder zunehmend Freunde. Im Jahre 2005 gab es in London und New York bereits eine mehrere tausend Tänzer umfassende Insider-Gruppe, aber auch in anderen Großstädten überwiegend in der westlich geprägten Welt und anderswo (z. B. Peking, Tokio) trainieren Fans des Tanzes regelmäßig und veranstalten öffentliche Partys. Das bekannteste jährliche Lindy-Hop-Festival dauert inzwischen fünf Wochen, in denen insgesamt weit über tausend Tänzer in das kleine schwedische Dorf Herräng pilgern: die „Harlem Hot Shots“ (früher: Rhythm Hot Shots), widmen dort seit 1992 dem authentischen afroamerikanischen Tanz (und prominent dem Lindy Hop) ein Tanzlager. Gezielt werden Zeitzeugen der 30er bis 50er Jahre, wie Frankie Manning († 2009) und Dawn Hampton († 2016), mit aktuellen Protagonisten der Tanzform zusammengeführt. Beliebte Kinofilme wie „Der große Gatsby“ und „Midnight in Paris“ haben die wilden Zwanziger und den Charleston als Tanz in den letzten Jahren wieder auf die Leinwand gebracht.
Seit 1998 finden in vielen Städten regelmäßig Lindy Exchanges statt, um sich gegenseitig und den typischen Tanzstil einer anderen Stadt kennenzulernen.

## Namensgebung
Über die Namensgebung „Lindy Hop“ kursieren verschiedene Geschichten, die überwiegend auf den New Yorker Tänzer „Shorty George“ George Snowden verweisen. Lindy Hop heißt der Tanz angeblich nach Charles Lindbergh, dem ersten Überquerer des Atlantiks mit einem Nonstop-Flug von New York nach Paris. Gemäß der Legende und Überlieferung von Frankie Manning feierten Bürgermeister und Journalisten an jenem Abend, an welchem die Zeitungen titelten: „Lucky Lindy Hops the Atlantic“ im Savoy Ballroom und fragten einen der Tänzer, was er denn hier tue, worauf er geantwortet haben soll: “I’m doin’ the Hop… the Lindy Hop!” Gemäß Frankie Manning griff der erschöpfte Shorty George einfach auf die aktuelle Zeitungsschlagzeile zurück.
Eine andere Version berichtet, Lindy Hop habe ursprünglich nur „Hop“ geheißen. Der Name „Lindy“ sei erst 1927 im New Yorker Savoy Ballroom dem „Hop“ hinzugefügt worden – angeblich zum Gedenken an Lindberghs berühmten Flug über den Atlantik im Jahre 1927.